# 重元素
重元素，指的是除去氢和氦之外的所有化学元素。一切重元素由氢与氦通过恒星内部核聚变反应产生。在恒星爆发成为超新星之后，重元素会扩散到宇宙空间中去。
由于在宇宙形成初期没有任何重元素，所以早期星体重元素含量很低。每种元素的含量叫做丰度。银河系晕中的球状星团中找到银河系内年龄最老的恒星，它的重元素相对丰度只及太阳的0.2％。
目前发现的最重元素是（Og）。